# Stylidium guttatum
Stylidium guttatum este o specie de plante dicotiledonate din genul Stylidium, familia Stylidiaceae, ordinul Asterales, descrisă de Robert Brown. Conform Catalogue of Life specia Stylidium guttatum nu are subspecii cunoscute.